# 长谷等
长谷等（日语：／ Hase Hitoshi，1973年12月22日—），日本男子赛艇运动员。他曾代表日本参加世界赛艇锦标赛，获得一枚金牌和一枚铜牌。他也曾参加1996年和2000年夏季奥运会。